# Viszló
Viszló község Borsod-Abaúj-Zemplén vármegyében, az Edelényi járásban.

## Fekvése
A vármegye legészakibb részén helyezkedik el, közel a szlovák határhoz, a megyeszékhely Miskolctól körülbelül 70 kilométerre északkeleti irányban. Szendrőtől 20, Edelénytől 30 kilométerre található.
A szomszédos települések: észak felől Tornaszentjakab, kelet felől Pamlény, dél felől Rakaca, nyugat felől pedig Debréte. Északkeleten egy pár kilométeres szélességű, Perecséhez tartozó külterületi sáv határolja (ez választja el az államhatártól), ez utóbbi község belterülete azonban távol esik tőle.

### Megközelítése
Csak közúton érhető el, Rakaca vagy Tornaszentjakab érintésével, a 2614-es úton.

## Nevének eredete
Első írásos említése alkalmával, 1340-benm Wizlow alakban jelent meg. Későbbi írt formátumai még Wizlok, Wyslo, Wyzlo, Wislyo, Vyzlo, Viczlo és Viszló.
Nevének eredete ismeretlen, többféle feltevés is elképzelhető:
- Neve a viszove (~ sulykoló hely) szóból ered utalva az egykori falu közepén levő kerek tóra, amelyben sulykolták az asszonyok a vászonruhát. Ezt a változatot alátámasztja a korábbi utcafront alakja és elhelyezkedése, amely különbözik a jelenlegitől.
- 1620-ban Bakó pap tized nyugtáján Viszlava-nak (~ dicső/szép hely) írja, említi.
- A helyi szájhagyomány szerint a Viszló név eredete az „Ameddig visz a ló” kifejezésből ered, vagyis ott települtek le az első lakók, ameddig egy nap alatt elvitte őket a ló

## Története
1340-ben Zalonai Tekus birtoka volt, majd a tornai uradalomhoz tartozott. 1409-ben Zsigmond király adományából Erdegei Besenyei Pál horvát bán és Berencsi (Berenchi) István birtoka lett, később zálogban volt Becskeházi (Rechasa) Orros Antalnál. Abaúj vármegyei birtok. 1476-ban Szapolyai (Zapolya) Imre szepesi főispán vette meg a falu egy részét. 1539-ben Ferdinánd király adományaként Vingárti Horváth Gáspár királyi kamarás birtoka lett tornai uradalom révén, halála után Magócsi Gáspár vette meg. 1569-ben Viszló önálló falu volt az Abafi tizedjegyzékben. A 16. században a Bariusok birtoka volt, majd később Rákóczi-birtok. A falu fele tartozott a tornai uradalomhoz - Bethlen Gábor adománylevele alapján. A 17. században a Kátai család birtoka volt, aminek egy része zálogjog alapján Keglevich Miklós majd Bakonyi Ferenc birtoka lett. 1647-ben Komjáthy Zsigmond volt birtokosa a szendrői várhoz csatolt falunak, így Borsod vármegyéhez került. 1662-ben Keglevich Miklós új adományt nyert birtokára, így Viszlóra is. Az okiratban tévesen Vizsolynak írták. 1677-ben I. Lipót újra kiadta Keglevichnek az adománylevelet. 1880 körül még mindig Keglevich birtok volt, de 1880-ban Őrgróf Csáky-Pallavicini Hippolyt volt a tulajdonosa. 1906-ban az ingatlanokat elárverezték és a viszlói gazdák vették meg kegyúri terhekkel együtt.
Említésre méltó a falu területéhez tartozó Köbli is. Írásos története Viszlóénál is régebbre nyúlik vissza, ténylegesen 1299-ig, amikor nevét Kubyli alakban írva említették. 1700-tól 1720-ig önálló falu volt. 

## Közélete

### Polgármesterei
- 1990–1994: Drótos István (független)[4]
- 1994–1998: Répási Mihály (független)[5]
- 1998–2002: Répási Mihály (független)[6]
- 2002–2006: Répási Mihály (független)[7]
- 2006–2010: Répási Mihály (független)[8]
- 2010–2014: Répási Mihály (független)[9]
- 2014–2019: Kisfalusi Imre (független)[10]
- 2019–2024: Kisfalusi Imre (független)[11]
- 2024– : Kisfalusi Imre (független)[1]

## Népesség
A település népességének változása:
| Lakosok száma | 73   | 72   | 73   | 70   | 56   | 61   | 61   |
|               | 2013 | 2014 | 2015 | 2021 | 2022 | 2023 | 2024 |

2001-ben település lakosságának 96%-a magyar, 4%-a cigány nemzetiségűnek vallotta magát.
A 2011-es népszámlálás során a lakosok 100%-a magyarnak mondta magát. A vallási megoszlás a következő volt: római katolikus 11,3%, görögkatolikus 88,7%.
2022-ben a lakosság 80,4%-a vallotta magát magyarnak, 3,6% szlováknak, 1,8% cigánynak, 1,8% egyéb, nem hazai nemzetiségűnek (16,1% nem nyilatkozott; a kettős identitások miatt a végösszeg nagyobb lehet 100%-nál). Vallásuk szerint 16,1% volt római katolikus, 1,8% református, 53,6% görög katolikus, 1,8% egyéb katolikus, 3,6% felekezeten kívüli (23,2% nem válaszolt).

## Címerleírás
Álló, háromszögletű, kék színű katonai pajzs, amelynek alapját zöld színű, arany orosz kereszttel díszített halom foglalja el; a halmon ezüst cserfa áll. A pajzson háromlombú arany korona, amelynek lombjai ekevasat és csoroszlyát formáznak. A pajzstartó az egyik oldalon arany fűzfaág, a másik oldalon arany búzakalász. A pajzs alatt ezüst szalag lebeg VISZLÓ felirattal.
(A fő címerkép: a cserfa a község által régen használt pecsét ábrája, ugyanakkor a természeti környezetre is utal. A korona ugyancsak a régi községi jelképre emlékeztet, míg a kereszt az egyházra. A címertartók a természeti környezetre és annak megváltozására emlékeztetnek.)

## Nevezetességei

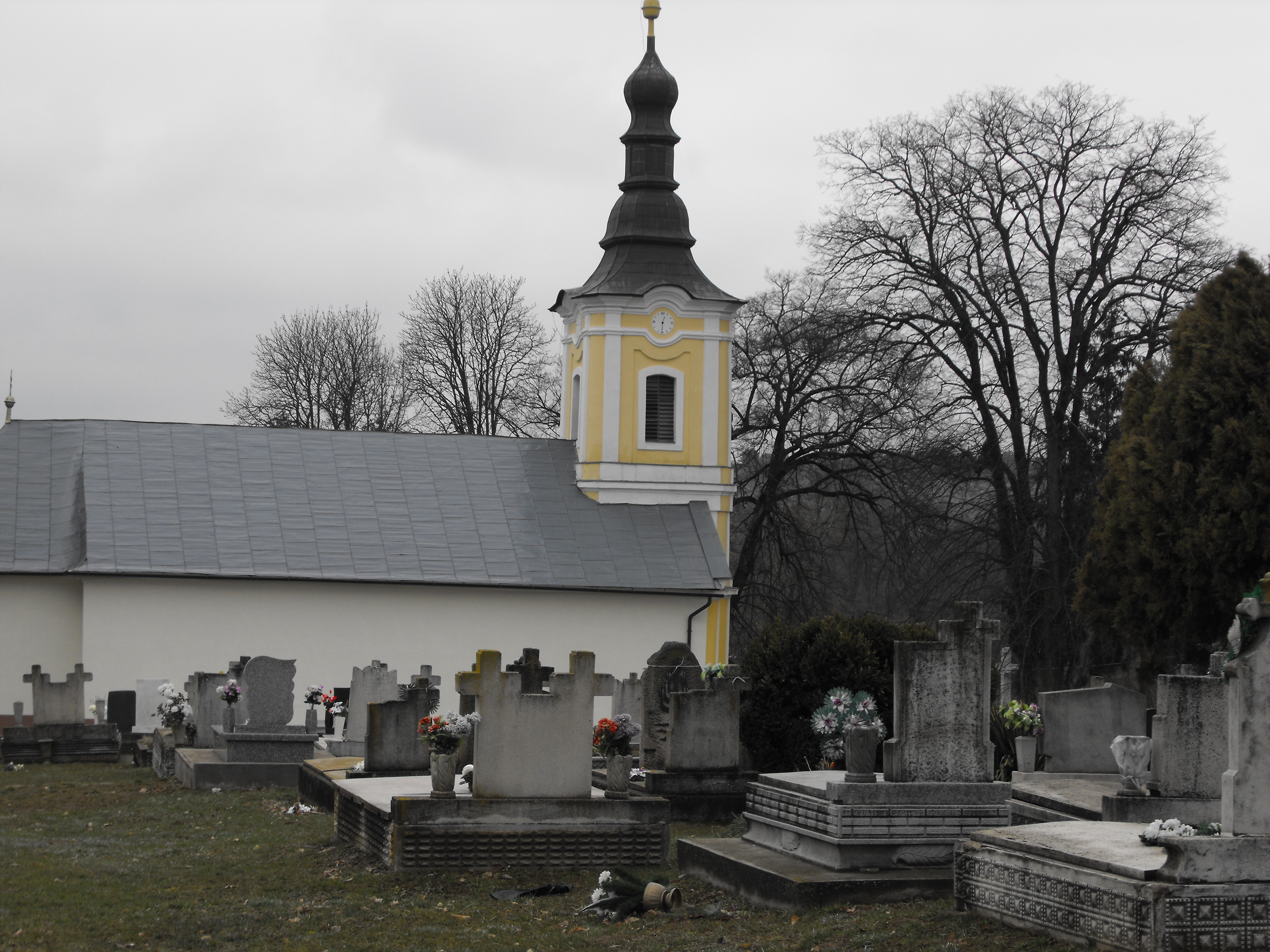
A görögkatolikus templom

- Urunk mennybemenetele görögkatolikus templom
- Görögkatolikus kápolna a rakacai út mentén, a falu határában

## Híres viszlóiak
- Msgr Szabados Mihály (Viszló 1904.10.23. - Viszló 1984.09.02.) aranymisés áldozópap, pápai tiszteletbeli káplán, kanonok nagyprépost, volt általános eperjesi püspöki helynök
- Dr. med.habil Kisida Elek (1936.07.22. - ) sebész, professzor, egyetemi magántanár
- Kisfalusi János (1920 - 2007) Ezüstmisés tiszteletbeli főesperes, Magyar Kultúra Lovagja